# 馮家圍 (香港)
馮家圍（英語：Fung Ka Wai）是位於香港元朗區橫洲的一條鄉村，隸屬於屏山鄉。馮家圍位處丫髻山西麓，西面有天水圍新市鎮，南面有蝦尾新村。馮家圍規模較少，現存只有數間村屋。

## 歷史
有馮氏早年到屏山塘坊村為屏山鄧氏當佃農。約1918年，馮氏（Fung Chi-ting）在廈村灣東岸，一個曾名為「角子頭」的地方購入地皮定居。1920年，祖籍廣東惠州橫瀝的馮國喜、國平和國祥等四兄弟從家鄉到港定居，經介紹後獲角子頭原地主租出一塊地並開墾種植荔枝，家族在此定居至今。馮家圍佔地約32萬平方呎，開村時只建有茅屋寮舍，大火後於1930年代陸續以泥磚和青磚建成三排連在一起的排屋，中間有天井。排屋外有曬秤和矮圍牆。1950年代中，馮屋圍有11戶共65名居民，居民以務農為主，擁有禾田111畝，村後山坡有20畝荔枝園。1960年，馮屋圍有15戶共74名居民。
自1970年代，馮國喜後人遷出並移居海外，1980年代初，原業主後人計劃出售荔枝園土地，與馮家圍村民就土地權益發生爭執，訴諸法庭。馮家圍部份排屋經歷倒塌、荒廢和重建，現時只剩下數間村屋、廢屋和荒地。周邊的農地和漁塘，已租予停車場、貨倉、燒烤場、農莊、戶外活動場地等。馮家圍的點燈習俗已停止約廿年，但居民在春秋二祭仍會到髻山掃墓祭祖。

## 著名建築
- 馮家圍1至5號：怡慶堂，是馮氏宗祠，建於1930年代，2010年代末倒塌，只剩下堂前的立面外牆。
- 馮家圍7至16號：該9間排屋於1937年落成，由馮國喜四兄弟所建，其中，永慶堂是馮氏家祠，門聯「始平世澤 大樹家聲」，代表馮氏祖先可追溯至陝西始平。[5]部份排屋已拆卸重建。
- 馮家圍11號

## 事件

###### 天水圍泥頭山事件
2018年，傳媒揭發馮家圍北面有地主以興建高爾夫球場為由，兩年來在馮家圍旁囤積大片泥頭，引起村民和天水圍居民不滿，擔心泥頭山有倒塌危機。最終各地主因違規發展被檢控和罰款，並要求將土地還原。

## 未來發展
2021年，政府計劃於2038年之前在元朗區內進行六個較大型的房屋項目，其中之一為馮家圍發展公營房屋，土木工程拓展署現正就發展進行可行性研究。

## 外部連結
- 居民代表選舉馮家圍（屏山）的劃定現有鄉村範圍（2019至2022年） （页面存档备份，存于）